# Bowen Yang
Bowen Yang (en chino: 楊伯文; Brisbane, Queensland, 6 de noviembre de 1990) es un actor, comediante, escritor y podcaster chino-estadounidense nacido en Australia. Yang fue contratado para unirse al equipo de redacción de la serie de comedia de NBC Saturday Night Live en septiembre de 2018, antes de su temporada 44. Un año después, en septiembre de 2019, fue ascendido al estado de elenco en vivo para la temporada 45 de SNL, convirtiéndose en el primer chino-estadounidense, el primer australiano-estadounidense, el tercer hombre abiertamente gay y el cuarto miembro del elenco de ascendencia asiática. Hizo historia al convertirse en el primer intérprete destacado de SNL en ser nominado a un premio Primetime Emmy en 2021. Fue ascendido al estado de repertorio antes de la 47.ª temporada. Es copresentador de un podcast de comedia y cultura pop, Las Culturistas , con Matt Rogers.
Yang ha aparecido en las series de televisión Girls5eva, Ziwe y The Other Two, y es miembro del elenco de Awkwafina is Nora from Queens. También es conocido por sus apariciones en las comedias románticas LGBTQ Fire Island y Bros, ambas estrenadas en 2022.

## Primeros años y educación
Yang nació en Brisbane, Queensland, en una familia que había emigrado de China en la década de 1980. Su padre, Ruilin, se crio en una zona rural de la región de Mongolia Interior de China continental, en una choza de paja y barro. Los padres de Ruilin eran analfabetos, pero él leyó libros durante horas a la luz de las velas y finalmente ingresó a la universidad. La madre de Yang es obstetra-ginecóloga. La pareja se mudó a Brisbane para que Ruilin pudiera obtener su doctorado en explosivos para minería.
Yang tiene una hermana mayor, Yang Yang. Los niños hablaban mandarín en su casa y asistían a la escuela dominical china. Cuando Yang tenía seis meses, la familia se mudó a Canadá y finalmente se estableció en Montreal, donde Bowen descubrió por primera vez Saturday Night Live (SNL). Cuando tenía nueve años, se mudaron nuevamente a Aurora, Colorado. Cuando era niño, se sintió atraído por los comediantes y presentadores nocturnos David Letterman y Conan O'Brien. Yang es alérgico a las almendras (pero no a otros frutos secos).
El profesor de cálculo de la escuela secundaria de Yang, Adrian Holguin, también fue su entrenador para el grupo de comedia de improvisación de Smoky Hill High School, Spontaneous Combustion. Yang obtuvo una puntuación casi perfecta en el ACT (35) y 2200 en su SAT, y se graduó de la escuela secundaria en 2008. Fue nombrado rey del baile de bienvenida y también votó como "el más probable para ser miembro del elenco de Saturday Night Live" en el anuario de su escuela secundaria.
Cuando tenía diecisiete años, el padre de Yang descubrió que su hijo era gay a través de una "ventana de chat abierta" en la computadora de la familia. Sus padres no se mostraron receptivos a la noticia y afirmaron que cosas así "no sucedían en China". El padre de Yang lloró a menudo por la revelación y, al no ser religioso pero querer "resolver problemas", organizó que asistiera a ocho sesiones de terapia de conversión gay. Bowen asistió a la terapia de conversión para apaciguar a sus padres y recuerda que inmediatamente se alarmó por la mezcla de religión y el uso de razonamiento pseudocientífico del consejero para explicar las manifestaciones homosexuales positivas. En una entrevista para The New York Times, Maureen Dowd cuestionó por qué sus padres, ambos científicos, no vieron la desconexión. Bowen dijo: "Era algo cultural para ellos, este valor cultural en torno a la masculinidad, en torno a mantener la línea familiar, mantener ciertas cosas santas y sagradas", dijo: "Yo quería llegar a un punto intermedio, pero me di cuenta de que tenía que ser así". bastante absoluto. Era una cosa o la otra."
Yang se mudó a Nueva York en 2008 para asistir a la Universidad de Nueva York (NYU) como su hermana mayor. Su padre la asignó para que lo acompañara durante este período mientras Bowen intentaba "mantenerse hetero y fracasar estrepitosamente". Llegó a aceptar ser gay, incorporándolo a su comedia, y esperaba que sus padres aprendieran a aceptar ese aspecto de él. Desde entonces han encontrado una tregua y disfrutan de una "gran relación". En la Universidad de Nueva York, estaba en el grupo de improvisación Dangerbox y ocasionalmente actuaba con Stephanie Hsu, miembro del grupo de comedia de la escuela.
Yang se inspiró en el personaje de Sandra Oh, Cristina Yang, en Grey's Anatomy por sus actividades neuróticas e implacables, y aspiraba a ser doctor. Asistió a clases de pre-medicina y se graduó en la Universidad de Nueva York con una licenciatura en química. La especialidad universitaria de Yang ha sido tergiversada como microbiología. Después de darse cuenta de que en realidad se había inspirado en Oh por su capacidad de actuación, decidió seguir una carrera en la comedia. En la Universidad de Nueva York, conoció a Matt Rogers, con quien inició Las Culturistas, un podcast de comedia semanal donde Yang "expresa sin disculpas su personalidad, su historia y a sí mismo al compartir sus experiencias como miembro de la comunidad LGBTQ".

## Carrera

### Carrera temprana
Yang aprendió por su cuenta Adobe Photoshop y software de diseño gráfico y luego trabajó en One Kings Lane, un sitio web de diseño de interiores y hogares de lujo, de 2013 a 2018 como diseñador gráfico. La compañía estaba centrada en la mujer y era flexible con las necesidades de tiempo libre de Yang para la comedia. Yang también ha realizado improvisación en Upright Citizens Brigade. Durante este tiempo, Yang diseñó gráficos para sus propios programas y para los programas de comedia de sus amigos.
El podcast que Yang copresenta con Matt Rogers, Las Culturistas, es descrito por Vulture como "deliciosamente loco" y una "rutina sarcástica de dos cabezas". El podcast se estrenó en 2016 y a septiembre de 2019, tiene más de 300 episodios. Cada uno comienza con una entrevista con un invitado de la cultura pop, luego pasa a rondas de un minuto de "I Don't Think So, Honey!". (IDTSH) donde los anfitriones y los invitados exponen sus pet peeves. IDTSH también se ha transformado en su propio show en vivo. Yang le da crédito al podcast Las Culturistas a Rogers por construir su base de fans. En 2018 fue nominado al Premio Shorty que reconoce lo mejor en las redes sociales. Yang apareció en programas como Broad City de Comedy Central, una serie web de Vimeo The Outs y la comedia web de HBO High Maintenance. Fue miembro del reparto secundario en la película del 2019 ¿No es romántico?. Yang actuó como monólogo en 2 Dope Queens de HBO. Interpretó al diseñador de moda Alexander Wang en una serie de sketches en Comedy Central, Up Next.
En 2019, Yang recibió cobertura de prensa por sus publicaciones virales en Twitter que consistían en "videos de sincronización de labios sincronizados por expertos de escenas de películas famosas", en los que "reproduce diálogos de escenas de divas" y momentos conocidos de la cultura popular. Los videos anteriores presentaban un monólogo de Miranda Priestly en The Devil Wears Prada, Tyra Banks gritándole a la concursante Tiffany Richardson en America's Next Top Model y un video viral de Cardi B hablando sobre el cierre del gobierno de 2019. Cada uno obtuvo miles de me gusta y retweets.
En enero de 2019, fue incluido en la lista 30 Under 30 de Hollywood y entretenimiento de la revista Forbes.

### Saturday Night Live

#### Como escritor: 2018
En 2018, Yang fue contratado como redactor en Saturday Night Live para la temporada 44 del programa. Dijo que "siempre amó SNL cuando era niño, pero tenía problemas para imaginarse a sí mismo en el programa, porque nunca había visto personas que se parecieran a él asociadas con la serie". Yang tiene créditos de escritura en veintiún episodios del programa para la temporada 2018-2019. Sus escritos incluyeron: "GP Yass", una obra de teatro con un dispositivo de navegación GPS de un vehículo que utiliza drag queens para dar instrucciones de manejo; y dos sketches coescritos con Julio Torres, que presentan el talento de Yang para infundir "drama, tensión y una historia de fondo exquisita" en una actividad cotidiana como pagar facturas en "Cheques" con Sandra Oh, y una actriz haciendo un cameo en una película de pornografía gay, "The Actress" con Emma Stone. "The Actress" fue aclamada por Out como el "sketch de SNL más gay de todos los tiempos" y presentó a Stone como una actriz seria que se toma demasiado en serio su papel de ama de casa engañada junto al actor porno gay de la vida real Ty Mitchell. Stone promovió la inclusión en el aire de la cinta previa, llamada así porque se filma con días de anticipación en lugar de actuarse en vivo. El creador de SNL, Lorne Michaels, sabía que Yang sería un talento en el aire, pero primero quería que se sintiera cómodo en el escenario. Yang hizo un cameo durante el episodio de Sandra Oh / Tame Impala como el líder norcoreano Kim Jong-un mientras Oh interpretaba a su traductor.

#### Como elenco al aire: 2019-presente
En septiembre de 2019, Yang fue ascendido a destacado de la temporada 45, junto con la improvisadora Chloe Fineman, quienes fueron ascendidos al estado de repertorio al comienzo de la temporada 47 del programa en septiembre de 2021. Yang es el primer miembro del elenco chino-estadounidense del programa y el tercer miembro del elenco masculino abiertamente gay después de Terry Sweeney y John Milhiser.
SNL ha tenido "poca representación de actores asiáticos, como miembros del reparto o presentadores" durante varias décadas. Hasta la promoción de Yang, solo había tres miembros del elenco, y seis presentadores que eran de ascendencia asiática. Un estudio de SNL de 2016 reveló: el 90% de los presentadores de programas de 1975 a 2016 (826 en total) eran blancos, el 6,8% eran negros, el 1,2% eran hispanos y el 1,1% estaban etiquetados como "otro". De manera similar, SNL ha tenido una representación comparativamente baja del elenco al aire y presentadores invitados LGBTQ desde que comenzó la serie en 1975. Yang es el tercer hombre abiertamente gay y el sexto miembro del elenco LGBTQ. La noticia del nuevo trabajo del chino y abiertamente gay Yang se informó internacionalmente, pero en cuestión de horas se vio eclipsada por revelaciones de que el comediante Shane Gillis, que había sido contratado al mismo tiempo, transmitía chistes homofóbicos y antiasiáticos. Gillis se disculpó, pero a los pocos días fue despedido por SNL.
El primer episodio de Yang como miembro habitual del reparto fue el episodio de apertura de la temporada el 28 de septiembre de 2019, con el presentador Woody Harrelson. En particular, fue incluido en la fría presentación abierta del programa interpretando a Kim Jong-un dando consejos a Trump sobre cómo manejar la controversia de Ucrania, incluido el denunciante que ayudó a desencadenar las audiencias de juicio político de 2019. En otros sketches interpretó al candidato presidencial demócrata Andrew Yang en un debate paródico en el ayuntamiento y fue extra en un tráiler simulado de una película de Downton Abbey. En octubre de 2019, Yang hizo su debut en Weekend Update (WU), como el representante comercial chino Chen "Trade Daddy" Biao en un segmento sobre la guerra comercial de Donald Trump que fue "breve, divertido y tomó algunas tomas satíricas inteligentes". El personaje de Biao de Yang regresó a WU como el recién nombrado ministro de salud para la pandemia de COVID-19, de la que intenta asegurar de manera poco convincente que China tiene el control. Quizás su boceto "más sucio", también coescrito con su amigo Julio Torres, fue para el presentador invitado Harry Styles como un incompetente gerente de redes sociales de Sara Lee Corporation que mezcla su propia cuenta gay de BDSM en Instagram con la "marca de pan saludable" de la compañía. Ocupó el puesto número 2 en la lista Power of Pride de Variety de los artistas queer más influyentes de Hollywood en 2021. El mismo año, Yang fue nominado a un Premio Primetime Emmy al mejor actor de reparto en una serie de comedia. Es el primer intérprete destacado en ser nominado. También jugó contra el miembro del salón de la fama de la NBA, Yao Ming, en enero de 2022.
En 2021, Yang fue aplaudido por hablar sobre el reciente aumento de la violencia contra los asiático-estadounidenses durante un segmento de actualización de fin de semana. Le dijo al público que "cargaran combustible" (usando la alegría china Jiayou) y hicieran más por los asiático-americanos. También en 2021, apareció en Time 100, la lista anual de Time de las 100 personas más influyentes del mundo.

### Otros trabajos
Yang interpreta al primo desarrollador de aplicaciones móviles de Nora Lin en la comedia de Comedy Central Awkwafina Is Nora de Queens, que se estrenó en enero de 2020 y se renovó para una tercera temporada en 2022.
Yang es escritor de la serie de comedia musical Schmigadoon de Apple TV+, protagonizada por su excompañera de reparto de SNL, Cecily Strong. En septiembre de 2021, apareció como invitado en el cuestionario de noticias de NPR Wait Wait... Don't Tell Me! . En 2022 protagonizó Fire Island, escrita y coprotagonizada por su amigo cercano Joel Kim Booster, a quien conoció al comienzo de su carrera en la comedia .  Apareció en la película Bros del 2022 y es parte del elenco de Dicks: The Musical con Aaron Jackson, Josh Sharp y Megan Thee Stallion. Yang fue elegido como Pfannee en la adaptación cinematográfica del musical Wicked, teniendo su fecha programada para el 2024.

## Filmografía

### Películas
| Año  | Título                                               | Papel            | Ref.   |
| ---- | ---------------------------------------------------- | ---------------- | ------ |
| 2019 | ¿No es romántico?                                    | Donny's Guy      | [ 56 ] |
| 2020 | Cicada                                               | Hudson           | [ 57 ] |
| 2022 | The Lost City                                        | Ray el Moderador | [ 58 ] |
| 2022 | Fire Island                                          | Howie            | [ 59 ] |
| 2022 | Bros                                                 | Lawrence Grape   | [ 60 ] |
| 2022 | Night at the Museum: Kahmunrah Rises Again           | Ronnie (voz)     | [ 61 ] |
| 2023 | The Monkey King                                      | Rey Dragón (voz) | [ 62 ] |
| 2023 | Dicks: The Musical                                   | God              | [ 63 ] |
| 2023 | Good Burger 2                                        | Él mismo (cameo) | [ 64 ] |
| 2023 | Please Don't Destroy: The Treasure of Foggy Mountain | Deetch Nordwind  | [ 65 ] |
| 2024 | The Tiger's Apprentice                               | Sidney           | [ 66 ] |
| 2024 | Garfield                                             | Nolan            | [ 67 ] |
| 2024 | Wicked: Parte uno                                    | Pfannee          | [ 68 ] |

### Televisión
| Año           | Título                                 | Papel                            | Notas                                                                  |
| ------------- | -------------------------------------- | -------------------------------- | ---------------------------------------------------------------------- |
| 2016          | Broad City                             | Asociado de ventas               | 2 episodios                                                            |
| 2016          | The Outs                               | Jason                            | 4 episodios                                                            |
| 2018          | High Maintenance                       | Brian                            | Episodio: "Globo"                                                      |
| 2019          | Jon Glaser Loves Gear                  | Bowen                            | Episodio: "Survival"                                                   |
| 2019–presente | Saturday Night Live                    | Varios                           | 59 episodios                                                           |
| 2020–presente | Awkwafina Is Nora from Queens          | Edmund                           | 10 episodios                                                           |
| 2020          | Unbreakable Kimmy Schmidt              | Kim Jong-un                      | Especial: "Kimmy vs the Reverend"                                      |
| 2020          | Archer                                 | Win Li (voz)                     | Episodio: "Bloodsploosh"                                               |
| 2021          | Girls5eva                              | Zander                           | 2 episodios                                                            |
| 2021          | Ziwe                                   | Él mismo                         | Episodio: "Wealth Hoarders"                                            |
| 2021          | The Other Two                          | Él mismo                         | Episodio: "Chase & Pat Are Killing It"                                 |
| 2021          | Ten Year Old Tom                       | Voz                              | Episodio: "The Spelling Bee is Rigged/Dakota's Dad"                    |
| 2022          | The Kardashians                        | Él mismo                         | Episodio: "Life from New York"                                         |
| 2022          | Duncanville                            | Voz                              | 2 episodios                                                            |
| 2023          | HouseBroken                            | Lonnie (voz)                     | Episodio: "Who's a Homeowner?"                                         |
| 2023          | Los Simpson                            | Richard (voz)                    | Episodio: "Homer's Adventures Through the Windshield Glass"            |
| 2023          | Gremlins: Los secretos de los Mogwai   | Administrador celestial (voz)    | 4 episodios                                                            |
| 2023          | RuPaul's Drag Race All Stars           | Él mismo                         | Juez invitado; episodio: "Snatch Game of Love"                         |
| 2023          | RuPaul's Drag Race All Stars: Untucked | Él mismo                         | Invitado especial; episodio: "All Stars Untucked: Snatch Game of Love" |
| 2024          | Fantasmas                              | Dodo                             | 2 episodios                                                            |
| 2024          | Jentry Chau vs. The Underworld         | Ed (voz)                         | 13 episodios                                                           |
| 2025          | Overcompensating                       | Davis                            | 2 episodios                                                            |
| 2025          | Moon Girl and Devil Dinosaur           | Martin Li / Señor Negativo (voz) | Episodio: "Party Girl"                                                 |

### Escritor
| Año       | Título                                    | Notas                         |
| --------- | ----------------------------------------- | ----------------------------- |
| 2018–2019 | Saturday Night Live                       | 21 episodios                  |
| 2019      | 76.ª edición de los Premios Globos de Oro |                               |
| 2021      | Schmigadoon!                              | Episodio: "Cross That Bridge" |